# 3410 Верещагін
3410 Верещагін (3410 Vereshchagin) — астероїд головного поясу, відкритий 26 вересня 1978 року.
Тіссеранів параметр щодо Юпітера — 3,610.